# عاشیق حسین جوان
عاشیق حسین جوان یکی از سرشناسترین عاشیقهای قرن بیستم بود.
حسین میکائیل اوغلو علیف، معروف به حسین جوان (جاوان)، متولد آتی‌کندی شهرستان کلیبر است. او در سال ۱۹۱۶ چشم به جهان گشود. پدرش را در کودکی از دست داد و مادرش زهره او را به قفقاز برد. حسین در ۷ سالگی احشام دیگران را می‌چراند. در ۱۹۲۷ شاگرد عاشیق موسی (برادرزاده عاشیق علی‌عسگر) شد. عاشیق موسی رموز عاشیقی و ادبیات شفاهی مردمی آذربایجان را به حسین آموخت. حسین سرایش را از سالهای ۱۳۱۸، با تخلص فرمان، شروع کرد ولی اندکی بعد تخلص خود را به جوان تغییر داد. عاشیق حسین در ۱۹۳۸ به تبریز آمد. چون در سال ۱۹۴۶ تئاتر ملی در تبریز تشکیل شد، او معاون مدیر این تئاتر بوده و نغمه‌های انقلابی را نیز اجرا می‌کرد. بعد از سقوط حکومت ملی آذربایجان عاشیق حسین به اتحاد شوروی پناهنده شد. او در دهه هنر و ادبیات آذربایجان در مسکو، رهبر دسته عاشیقها بود. در همین رابطه، حسین جوان از طرف صدر عالی اتحاد جماهیر شوروی به دریافت نشان شرافت مفتخر شد. حسین جوان در ۱۹۸۵ درگذشت و در ناحیه قاسم اوا گنجه دفن شد.

## آثار حسین جوان
- زیبایی صدا و مهارت حسین جوان در آوازخوانی کم نظیر است. نمونه‌های زیادی از اجراهای او را می‌توان در فضای مجازی پیدا کرد.[۹]
- نه کتاب، از آثار حسین جوان، در باکو منتشر شده است:[۱۰]
  - Azadlıg Mahnıları, Bakü, ۱۹۵۰
  - Aşığın Arzuları, Bakü, ۱۹۵۰
  - Şerler, Bakü, ۱۹۵۳
  - Sedefli Saz, Bakü, ۱۹۵۶
  - Goşmalar, Bakü, ۱۹۵۹
  - Şerler, Bakü, ۱۹۶۲
  - Danış Telli Sazım, Bakü, ۱۹۶۶
  - El Aşığı, Bakü, ۱۹۷۵
  - Bahar Kimi, Bakü, ۱۹۷۹
- برخی از سروده‌های حسین جوان، بعنوان نمونه اوج موسیقی عاشیقی، در کتابهای "گزیده اشعار عاشیقی آذربایجان"[۱۱] و عاشیق حسین جاوان "باهار سوراغیندا"[۱۲] چاپ شده است.
- عاشیق حسین ساعی زندگی حسین جوان و عاشیق عباس توفارقانلی را در فرم داستان عاشیقی تألیف کرده است.[۱۳]

## نمونه‌ای از سروده‌های حسین جوان
در این بخش مطلع نمونه سروده‌های عاشیق حسین جوان در قالب‌های گرایلی، قوشما، و تجنیس ارائه می‌شوند.
- نمونه گرایلی:[۱۱]

| Ay qabaqli hilal qaşli   |  | ای ماهروی کمان ابرو،                        |
| Qumran gözlü, ağrin alim |  | و خمار چشم دردت به جانم باد.                |
| Ceyran kimi şux baxişli  |  | به خاطر آن نگاه معصومانه آهو وش ت،          |
| Işvə--nazli ağrin alim   |  | و عشوه و نازت با دل و جان بفدای تو می‌روم. . |

- نمونه قوشما (گزللمه= Gözəlləmə):[۱۱]

| Çəkilib qüdrətdən qaşlarin qözel |  | ای زیباروی! خالق با تمام مهارتش ابروهایت را رسم نموده، |
| Kimin olacaqsan yari, bəxtəvər   |  | خوش است آنکس که یارش تو خواهی شد.                      |
| Tökülüp gərdənə ipək saçlarin    |  | گیسوان ابریشمین بر روی گردنت غلتیده‌اند،                |
| Kim hörüpdir o saçlari, bəxtəvər |  | 'خوشا آن‌کس که آن گیسو را تنیده .                       |

- نمونه‌ای از تجنیس:[۱۱] کلمات جناس، که قوشما را در طبقه‌بندی تجنیس[۱۶] قرار می‌دهد، پر رنگ شده‌اند.

| Ya divani, ya da təcnis çal, a çal!   |  | Aşıq, götür doqquz telli sazını    |
| Əsirgəmə, kəlləsindən, çal, a çal!    |  | Düşmən üçün seç qılıncın sazını    |
| Qəmli aşıq qəlbin neçin döyünü        |  | Yaxşı aşbaz tanır yaxşı düyünü     |
| Bir ilmək yox, üçün möhkəm çal, a çal |  | Möhkəm bağla, açılmasın düyünü     |
| Faydasızdır zər-qızıllar, axçalar     |  | Nə vaxtacan fələk mənə ax çalar?   |
| Deyərlər ki, qoca aşıq, çal, a çal    |  | Cavan Hüseyn, qara xəttin ağ çalar |

## اطلاعات بیشتر
- حسین جوان در آواز عاشیقی سبکی نو آورانهٔ ایجاد کرد. از پیروان اصلی این سبک عاشیق عبدالعلی نوری بود.[۱۷]
- بعد از پناهنده شدن حسین جوان به اتحاد شوروی، تعقیب کنندگان به جای او عاشیق حسین زیاد اوغلی را دستگیر کرده و تحت شکنجه کشتند. حسین جوان در عزای رفیقش چنین سرود:[۵]

| آزادلیق مشعلی سونرمی جلاد؟      |  | جلاد! مشعل آزادی خاموش نمی‌گردد           |
| حقی سئون حقدن دونرمی جلاد؟      |  | آنکه حق خود شناخت از آن نمی‌گذرد          |
| قورتولوش بایراغی ائنرمی جلاد؟   |  | ای جلاد! پرچم همبستگی پایین نخواهد آمد،  |
| اوندان الهام آلیر هر قوجا ،جوان |  | چرا که هر پیر و جوان از آن الهام می‌گیرد. |

## پیوند به‌بیرون
صفحه ویکیپدیای ترکی آذربایجانی:  Aşıq Hüseyn Cavan